# 삼충재 및 비각
삼충재 및 비각은 대한민국 경상북도 의성군 봉양면 분토리 산61에 있다. 2013년 5월 28일 의성군의 문화유산 제6호로 지정되었다.

## 개요
삼충재는 조선 인조대 병자호란시에 의성 의병장 신적도(申適道) 휘하에 활약한 의성인(義城人) 송암(松菴) 김엽(金燁, 1586∼1637), 백운(栢芸) 김욱(金煜, 1589∼1637), 죽암(竹菴) 김찬(金燦, 1592∼1637) 삼형제의 충절을 기려 후손들이 건립한 재사이며, 정조 20년(1796)에 건립한 제단비와 비를 보호하는 비각이다.